# Хайсан
Хайсан, Хайшан (кит. трад. 海山, пиньинь Hǎi shān; 4 августа 1281 — 27 января 1311) — третий император династии Юань (китайское храмовое имя — У-цзун); девиз правления — Чжида (1308—1311), седьмой великий хан Монгольской империи (монгольское храмовое имя — Кулуг-хаган; монг. Хүлэг хаан). 
Хайсан был племянником Тэмура. Покровительствовал буддизму и конфуцианству.

## Биография

### Ранние годы
Хайсан был вторым сыном царевича Дармабалы (1264—1292) и Даги из влиятельного клана Кунгират. В 1289 году военные силы Хайсана в Монголии были разгромлены, но кыпчаки под началом Чонгура и его сына Эль-Тимура спасли Хайсана от захвата его земель армией Хайду. Позже, в знак признания успехов Хайсану в 1304 году был присвоен титул принца Хуайнина (懷寧王). При Тэмуре занимался укреплением западных рубежей империи.

### Приход к власти
В 1307 году, когда после болезни умер Тэмур, Хайшан вернулся в Каракорум для наблюдения за ситуацией. Он не сразу пришёл к престолу. Интронизация Хайшана прошла в Шанду, 21 июня 1307 года на курултае. После этого он сделал своего младшего брата Буянту наследником и они обещали, что их потомки будут сменять друг друга у власти.

### Правление
Вскоре после интронизации Хайсана на монгольский язык был переведен «Трактат о сыновней почтительности», одно из произведений, приписываемых Конфуцию и широко используемых в образовании. Хайсан пожаловал щедрые дары князьям и чиновникам, присутствовавшим на церемонии. Было затрачено много средств на строительство буддийских храмов. Хайсан значительно благоприятствовал буддизму. Он приказал тибетскому ламе Чойджи-Одсэру перевести священные буддийские книги.
Хайсан опирался на своих вассалов и командиров из Монголии. Он отдал кыпчакам, аланам и канглам почти все ключевые посты.
Для того, чтобы снизить затраты на поддержку бюрократии, в 1307 году он издал приказ отпустить статистов[кого?] и довести общее количество бюрократов в соответствии с квотой, установленной Тэмуром. Приказ не дал практических результатов. Хайсан был вынужден построить новое здание суда для должностных лиц. Во время правления Хайсана все секретариаты были переименованы в отраслевые Департаменты государственных дел. Число главных должностных лиц в секретариате сократилось.
Правление было основано на неустойчивом балансе между Хайсаном, его младшим братом Буянту и их матерью Даги. Хайсан назначил Буянту наследником. Он щедро награждал за все заслуги китайских князей и монгольскую аристократию, иными словами, пользовался популярностью среди них. Между тем он столкнулся с финансовыми трудностями, что объясняется свободной политикой мирных и военных расходов. Он выпустил новые банкноты Чау (кит. 至大銀鈔). Однако его антиинфляционные планы не достигли необходимых результатов, что вызвало недовольство китайских офицеров и обычных граждан. Он попытался протолкнуть новую неконвертируемую серебряную валюту, но идея была опрокинута сопротивлением общественности.

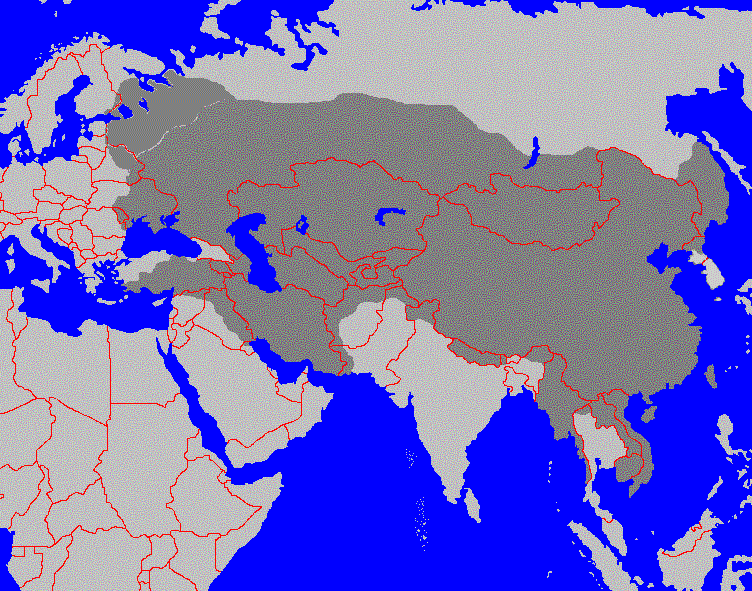
Монгольская империя в 1311 году

В 1309 году Хайсан решил вернуть монетные деньги, и в 1310 году начали чеканиться медные монеты со старомонгольским письмом на них.

### Смерть
После царствования в течение 3 лет и 220 дней, Хайшан внезапно умер 27 января 1311 года. После его смерти правителем стал его брат и наследник Буянту, правивший до 1320 года.